# Los Pinos, Cochoapa el Grande
Los Pinos är en ort i Mexiko.   Den ligger i kommunen Cochoapa el Grande och delstaten Guerrero, i den sydöstra delen av landet, 260 km söder om huvudstaden Mexico City. Los Pinos ligger 2 112 meter över havet och antalet invånare är 311.
Terrängen runt Los Pinos är kuperad åt nordost, men åt sydväst är den bergig. Terrängen runt Los Pinos sluttar söderut. Runt Los Pinos är det ganska tätbefolkat, med 60 invånare per kvadratkilometer. Närmaste större samhälle är San Rafael, 5,7 km nordost om Los Pinos. I omgivningarna runt Los Pinos växer huvudsakligen savannskog.